# MOL COMFORT

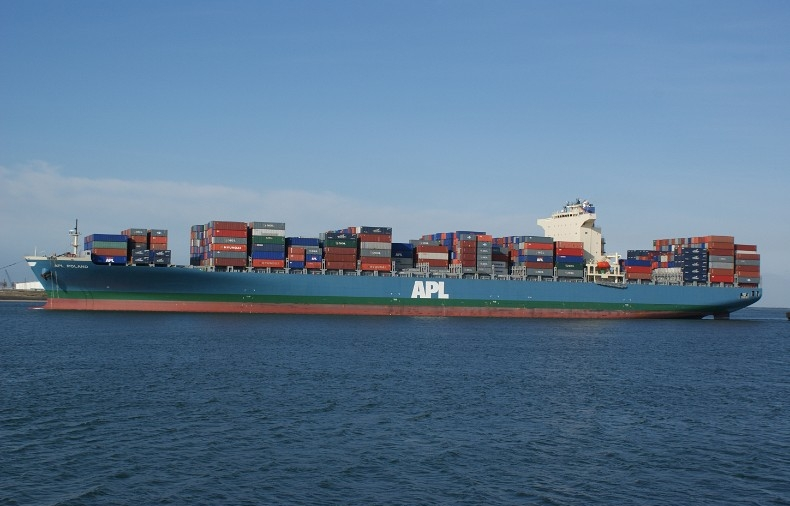
MOL COMFORTの同型船、APL Poland

MOL COMFORT（エムオーエル コンフォート）は、三菱重工業長崎造船所で2008年に建造され、ウラル・コンテナ・キャリアーズが所有し商船三井が運用していたバハマ船籍のコンテナ船である。
2013年6月17日ドバイ時間の7時頃（協定世界時6月17日3時頃）にインド洋をシンガポールからサウジアラビア・ジッダへ向け航行中、北緯12度30分東経60度付近において船体中央部に亀裂が発生し自力航行不能となり、前後2つの部分に破断して漂流を始め、後半部分はドバイ時間6月27日11時48分頃（協定世界時6月27日7時48分頃）に、前半部分はドバイ時間7月10日23時頃（協定世界時7月10日19時頃）に、それぞれ沈没した。

## 船歴

### 建造
MOL COMFORTは、三菱重工業長崎造船所において同型船6隻、および準同型船4隻とともに建造された。当初はAPL RUSSIAという船名であった。2007年8月23日に起工し、2008年3月8日に進水し、2008年7月14日に竣工した。商船三井が保有し、アメリカンプレジデントラインズ (APL) が運航していたが、2012年1月にMOL COMFORTに改称し商船三井による運航に変更された。

### インド洋での破断・沈没事故
2013年6月17日ドバイ時間の7時頃、コンテナ4,382個（7,041 TEU）を搭載してシンガポールからジッダに向けて荒天のインド洋を航海中、イエメン沖約200海里（約370 km）の北緯12度30分東経60度付近において船体中央部に亀裂が入って浸水し、自力航行不能となった。乗組員26人（ロシア人11人、ウクライナ人1人、フィリピン人14人）は救命ボートで退避し、インド沿岸警備隊ムンバイ管区から連絡を受けた付近を航海中の"Yantian Express"に全員が救助され、スリランカのコロンボへと運ばれた。
その後、縦方向に「へ」の字型に折れ曲がった船体は前後2つの部分に破断し、前半部、後半部ともに多数のコンテナを載せた状態のままインド洋を東北東方向に漂流した。運航者の商船三井では、救助業者"Smit Salvage Singapore"と契約して船体の曳航を試み、6月24日に現地に曳航作業船が到着して作業が開始された。しかし後半部分は6月27日ドバイ時間11時48分頃、北緯14度26分東経66度26分付近の深さ約4,000 mの公海において沈没した。前半部分については曳航作業をしていたが、7月1日に一度曳航索が外れ、翌日に復旧して曳航を再開した。そして7月6日ドバイ時間4時半頃に前半部から出火し、商船三井が契約していた救助作業者の船に加えてインド沿岸警備隊の巡視船が加わって消火活動をしたものの、甲板上のほぼすべてのコンテナが焼損した。そして火災の進行により傾斜が進展して、ドバイ時間の7月10日23時頃に前半部分も北緯19度56分東経65度25分付近の深さ約3,000 mの公海において沈没した。乗員は全員救助されたものの、破断直前の湾曲した船体や破断した船体が漂流する様子、傾いた後半部が荷崩れを起こしながら沈む様子、火災を起こして黒く焼けただれた前半部などが撮影されており、日本の造船所で建造され、竣工から5年も過ぎていない大型コンテナ船が真っ二つに折れて沈没するという衝撃的な事故となった。
この沈没事故を受けて、運航者の商船三井、建造者の三菱重工業、船級協会の日本海事協会は協力して原因究明に当たった。しかし原因の特定に時間がかかると判断されたことから、MOL COMFORTの同型船6隻（MOL CREATION、MOL CHARISMA、MOL CELEBRATION、MOL COURAGE、MOL COMPETENCE、MOL COMMITMENT）について、船体にかかる負荷の軽減を図る運航上の配慮を行うとともに、国際船級協会連合 (IACS) の定める基準の2倍の強度を確保するように船体構造の強化工事を行うことになり、これらの船を順次運航から外す方針となった。

### 事故原因
2013年8月に「コンテナ運搬船安全対策検討委員会」が設置され、事故原因の推定と再発防止策の検討を行った。同年12月に中間報告書が、2015年3月には最終報告書が公表されている。最終報告書によれば船体の変形・破断は船体中央部・船底二重底の外板から始まり（事故後、MOL COMFORTの同型船を検査したところ船底中央部の船底二重底外板で座屈変形が発見された）、亀裂が船底部から上部に向かって広がっていき破断に至ったとされた。事故の原因については、MOL COMFORTは強度の安全基準を満たしていたものの、「波の衝撃で生じる船体振動による力」による船体への負荷増大と「横方向から船体に加わる力」による船体の縦方向の強度低下が発生し船体にかかる荷重が船体の強度を上回って事故が発生したと結論づけた。「波の衝撃で生じる船体振動による力」と「横方向から船体に加わる力」は従来の安全基準では考慮されていなかったものであり、最終報告書では検査規則をこれらの力を考慮したものに改めるよう求めている。

## 船の構造
船の大きさは全長316 m、幅45.6 m、喫水14.535 m、深さ（上甲板からキールまで）25.0 m、登録総トン数86,692トン、載貨重量トン90,613トンである。機関は三菱重工業神戸造船所製のディーゼルエンジン1機（2ストロークシングルアクティング11シリンダー 三菱スルザー11RT-flex96C）を搭載し、62,920 kW（約84377馬力）102回転/分で速力25.25ノットを発揮する。搭載能力は8,110 TEU（20フィート海上コンテナ換算8,110個）である。
コンテナ船では、コンテナを搭載するための大きな開口部を有する関係で、船体を曲げる力に対抗する構造部材が少なく、船体上部に大きな負担がかかるのが必然となっていた。船の大型化が進行するにつれて鋼材の厚さが増していき、靭性の低下を招いて構造の信頼性低下を招くおそれがあった。そこで強度の高い鋼材が用いられるようになり、2007年6月に就航したMOL CREATIONでは世界で初めて、従来に比べて2割ほど強度を高めた降伏応力47 kgf/mm2級鋼板（47キロハイテン）を船体上部構造に採用した。これにより軽量化と低重心化を達成し、コンテナ搭載数の増加とバラスト水搭載量の低減により経済性を向上させた、最新鋭のものとなった。MOL COMFORTはこのMOL CREATIONの同型船であった。